# Leucauge nanshan
Leucauge nanshan là một loài nhện trong họ Tetragnathidae.
Loài này thuộc chi Leucauge. Leucauge nanshan được miêu tả năm 2003 bởi Zhu, Song & Zhang.